# Dan Gîju
Dan Gîju, pseudonim literar Bogdan Didescu (n. 27 noiembrie 1964, Didești, județul Teleorman), este poet, pictor, publicist, romancier, membru fondator al Societății Scriitorilor Târgovișteni, membru al Uniunii Scriitorilor din Republica Moldova, membru al Academiei Internaționale „Mihai Eminescu” (India), membru al Uniunii Ziariștilor Profesioniști din România, membru asociat al Diviziei de Istoria Științei a CRIFST al Academiei Române (2017).
Militar de carieră (colonel), din 1999 lucrează exclusiv în structuri cu specific cultural-educativ și de informare din armată (Trustul de Presă al Ministerului Apărării Naționale, Muzeul Militar Național și Editura Militară). Din decembrie 2016, trece în rezervă anticipat (la cerere), dedicându-se scrisului. În prezent, este directorul Editurii Favorit (București).

## Biografie
A absolvit Liceul Militar de Marină „Alexandru Ioan Cuza”, Constanța (1983), Școala Militară de Ofițeri Activi de Geniu, Construcții și Căi Ferate, Rm. Vâlcea (1986), Facultatea de Drept a Universității „Hyperion”, București (1998); master în Jurnalism și Relații publice la Facultatea de Jurnalistică a Universității „Lucian Blaga”, Sibiu (2005). În cei peste 30 de ani de carieră, a îndeplinit funcții precum: comandant de subunitate, șef de comenduire de transporturi militare (Petroșani, 1989), redactor și redactor-șef în presa militară (1999–2010), director adjunct ș.a.

## Activitate literară
Debutează cu mai multe poezii în nr. 5/1983 al revistei „Catarge la orizont” din Constanța și, ulterior, cu proză scurtă în revista „Viața armatei”, București, în 1997. Va continua să publice în săptămânalul „Observatorul militar”, în revistele „Litere” (Târgoviște), „Historia”, „Viața Basarabiei”, „Eroica” ș.a. În 2004, la inițiativa colonelului Ion Petrescu, înființează revista „Viața militară” serie nouă, editată de Ministerul Apărării Naționale.
În aprilie 2009, a fondat revista de cultură militară și patriotică „ProARME”, cu apariție trimestrială.
„Redactor și conducător de reviste militare, Dan Gîju, ofițer de carieră care se inspiră, cu deosebire în proză, din viața cazonă contemporană (dar și din cea devenită istorie), valorificând, nu o dată, propria experiență, dar depășind prin construcție, prin complexitate și prin seriozitatea problematicii convenționalismul binecunoscut al textelor „tematice”.”

## Expoziții de pictură
- 1995 [6], 1996, 1997, 1998, 2011 Târgoviște[7]

## Cărți publicate
„Gîju este, putem spune la propriu și la figurat, în exercițiul funcțiunii și în exercițiul ficțiunii. Este, așadar, la ordin în dublu sens: slujește Patria și totodată Cuvântul. Aceasta e a doua armă a lui, eficientă, bătând direct la țintă, fără greș.”

### Poezie
- Elegii damnate, Editura Domino, Târgoviște, 1998
- Elegii valahe, Editura Sfinx 2000, Târgoviște, 2000
- Cai verzi, Societatea Scriitorilor Militari, București, 2003
- Elegii banale, Editura Pildner & Pildner, Târgoviște, 2003
- Elegii barbare, Editura Muzeul Literaturii Române, 2006
- Poeme de rămânere sub arme, Editura RawexComs, București, 2010; Editura Favorit, București, 2016
- Noiembrie, Editura RawexComs, București, 2010
- Jurământ și rugă, Editura Favorit, București, 2015
- Baladele satului meu, Editura Favorit, București, 2019
- Sesetiada: epopee-pamflet pentru violoncel și percuție, Editura Favorit, București, 2022 (sub pseudonimul Homerus Blakos)

### Proză scurtă (inclusiv publicistică)
- Amintirile detectivului Vigilantes, Editura Pildner & Pildner, Târgoviște, 2001
- Semn de armă – harta României. Interviuri cu și despre grăniceri (în colaborare cu Vasile Moldovan), Editura Universității Naționale de Apărare „Carol I”, București, 2006
- Poligonul cu ținte moarte, Editura Favorit, București, 2014

### Romane
- Diribiștii, Editura Realitatea Dâmbovițeană, Târgoviște, 2000
- Pumnul de fier. Confesiunile colonelului Cojocea, fost Leutnant în Wehrmacht, Editura Phobos, București, 2003, 2014
- Zodia capului de mort, Editura Phobos, București, 2005
- Duelul condamnaților, Editura Phobos, București, 2006
- Fantomele nu răspund la salut, Editura Bibliotheca, Târgoviște, 2007 (ediția a II-a, Editura Favorit, București, 2023)
- Și pace va fi în inima mea, Editura Bibliotheca, Târgoviște, 2008 (ediția a II-a, Editura Favorit, București, 2021)
- Femeia ca obiect de studiu, Editura Bibliotheca, Târgoviște, 2011; Editura Favorit, București, 2018
- Labirintul hienei, Editura TipoMoldova, Iași, 2013
- Războiul lupilor păduchioși, Editura Favorit, București, 2013
- Criminalistul. Cele două secrete ale colonelului Gică Banjo, Editura Favorit, București, 2015
- Evadare din Eden. Destinul asului Florea Chifulescu, primul pilot român salvat cu parașuta dintr-un avion avariat, Editura Favorit, București, 2018
- Romanul invizibil, Editura Favorit, București, 2019
- Figurantul: mic tratat de teoria ratării, Editura Favorit, București, 2022

### Alte scrieri
- Istoria presei militare, Editura Bibliotheca, Târgoviște, 2008
- Istoria presei militare. De la Cezar la Ceaușescu, vol. I: Armata. Presa scrisă, Editura Bibliotheca, Târgoviște, 2012
- Însemnările unui condamnat la uitare, vol. I (1998–2005) – Așteptând-o pe Gloria, Editura Favorit, București, 2013
- Vânătorii negri. Ultimul comando românesc al lui Hitler, Editura Favorit, București, 2014
- Revoluția inocenților. Interviuri despre evenimentele din Decembrie 1989, Editura Favorit, București, 2014
- Ucenicii zeului Thot. File dintr-o istorie a literaturii române contemporane în interviuri, Editura Favorit, București, 2015
- Testul șobolanului. Spitalul, TEATRU – Antologiile Favorit, București, 2015
- UNDERCOVER. Scriitori militari în Arhivele Securității, vol. I, Editura Favorit, București, 2016
- ISTORIA PRESEI MILITARE. Armata. Presa scrisă (vol. I), Poliție, Siguranță, școli, armate de ocupație. Presa scrisă (vol. II), Editura Favorit, București, 2016
- Aproape totul despre colonelul caricaturii românești, Editura Favorit, București, 2017
- Ion Aramă – de la marinar de frunte la soldatul ultimei șanse, Editura Favorit, București, 2017
- Așii Aviației Regale, Editura Favorit, București, 2017
- Amazoanele văzduhului (Interviuri, povestiri, amintiri), Editura Favorit, București, 2018
- Regină și reporter de front: Maria de România și Primul Război Mondial: istorie în imagini, Editura Favorit, București, 2018
- Ziua cea mai neagră a indienilor cu două pene: file din biografia asului Dan Vizanty, Editura Favorit, București, 2019
- Secolul tanchiștilor, Editura Favorit, București, 2019
- Plăieșii din fortul Massoud: reportaje de război: Irak, Afganistan, Editura Favorit, București, 2020
- Vorbește Radio România Mare: file de istorie clandestină (1940–1944), Editura Favorit, București, 2021
- Cu cântecul în lumea largă: viața solistului de muzică populară Nicu Vitomireanu, Editura Favorit, București, 2022
- Epistolaria: De la „dragă nenicule” la „stimate domnule colonel”: Corespondența anilor 1971–2016, Editura Favorit, București, 2023

### Prezențe în antologii
- Sentiment latin/Sentimento latino. Poeți români, poeți napoletani, traducere de Ana Haș și Lelieana Ionescu, Societatea Scriitorilor Militari, București, 2004
- Târgoviște-India. Antologie poetică/Poetical anthology, de Mihai Stan, versiune în limba engleză de George Anca, Editura Bibliotheca, Târgoviște, 2008
- Târgoviște–Chișinău–Sankt-Petersburg. Antologie poetică, de Mihai Stan și Iulian Filip, traducere în (din) limba rusă de Miroslava Metleaeva, Editura Bibliotheca, Târgoviște, 2012
- Din universul poeziei române actuale. Șimdiki römen șiirinin evreninden, selecție și traducere de Marian Ilie, Editura Betta, București, 2018